# Ptah
Ptah („der Bildner“) ist einer der Götter der altägyptischen Religion. Sein Hauptkultort war Memphis, eine Stadt knapp südlich des heutigen Kairo, die über lange Zeiträume der pharaonischen Geschichte königliche Residenz war. Trotz dieser zentralen Position in der bedeutendsten Königsresidenz des alten Ägypten brachte es Ptah nie zum obersten Reichsgott und stand deshalb meist in zweiter Reihe hinter den bedeutenden Göttern Re, Osiris und Amun. Das hinderte die Priester in Memphis aber nicht daran, ein eigenes theologisches Gedankengebäude zu entwerfen, in dem Ptah zum obersten Schöpfungsgott und zum Herrn aller Götter erklärt wurde. Das Denkmal memphitischer Theologie ist bis heute einer der wichtigsten theologischen Texte des alten Ägypten zu den Themen Kosmogonie und Theogonie, also der Erschaffung der Welt und der Götter.

## Darstellung
| Aa11 |

| Aa11 |

## Bedeutung
Ptah galt nach der memphitischen Theologie als Hauptschöpfergott. Er war im Prinzip eine chthonische Gottheit, also ein Erdgott, was auch immer den Aspekt der Toten- und Fruchtbarkeitsgottheit in sich barg. Als Erdgottheit formte er den Menschen aus Ton mithilfe der Töpferscheibe, was ihn auch zum Schutzgott der Handwerker machte.
Als Hauptgott von Memphis, einer Stadt, die in weiten Teilen der altägyptischen Geschichte als königliche Residenz diente, bildete er mit der Löwengöttin Sachmet und seinem Sohn, dem Lotusgott Nefertem, die Dreiheit (Triade) von Memphis. Hier wurde der Apis, der Heilige Stier von Memphis, als die Inkarnation des Gottes verehrt. Ptah galt auch als der „Uralte“, in dem sich die Wesenheit von Nun und Naunet vereinigte. Imhotep, Architekt des Djoser und Erbauer der Stufenpyramide in Sakkara, wurde häufig als Sohn des Ptah angesehen. In der 18., 19. und 20. Dynastie bildete Ptah mit Amun und Re die „Reichstriade“.

### Schöpfergott
Ptah galt als einer der mächtigsten Schöpfergötter. Er hat sich aus sich selbst erschaffen und trug den Beinamen „Vater der Götter, von dem alles Leben ausgeht“. Die ihm zugeordneten Schöpferorgane sind Herz und Zunge. Dem „Schöpfungsmythos von Memphis“ zufolge sprach er die mit dem Herzen gebildeten Gedanken laut aus und erschuf so das Universum, den Kosmos, die Welt. Damit schuf Ptah die (kulturelle) Welt, indem er sie benannte. Er führte in Memphis eine Neunheit an, die im Übrigen aus der Neunheit von Heliopolis bestand: Schu, Tefnut, Geb, Nut, Osiris, Isis, Seth und Nephthys. Diese Neunheit wurde jedoch nicht durch Atum erschaffen, sondern wie das Universum, allein durch seine Gedanken und sein Wort, mit seinen schöpferischen Organen Herz und Zunge. Danach schuf er auf ebendiese Weise Orte, Götterbilder und Kultstätten sowie die Rechtsordnung. Unter allen anderen Schöpfergöttern trat er deshalb eher als „geistiger“ Schöpfer hervor. Denn der Hauptaspekt des Schöpfungsmythos von Memphis war, dass Ptah allein durch die Macht der Worte, dadurch, dass er die Namen von Mensch und Tier laut aussprach, die Welt erschaffen hat.

### Schutzgott der Handwerker
Als Schutzgott der Handwerker kam Ptah speziell in Karnak und Deir el-Medina, dem Handwerkerdorf im Tal der Könige, besondere Bedeutung zu, wodurch er im ganzen Land bekannt und verehrt wurde. In Memphis hatte der Hohepriester des Ptah den Titel „Oberster der Handwerksmeister“ inne.

## Religiöse Weiterentwicklung
Eine Verschmelzung während des Alten Reiches mit dem falkengestaltigen Sokar, einer weiteren Gottheit aus Memphis, wird als Ptah-Sokar bezeichnet. Die weitaus tiefergreifende Verschmelzung mit dem Totengott Osiris entwickelte sich im Mittleren Reich zur Gottheit Ptah-Sokar-Osiris, die dann für Schöpfung, Tod und Auferstehung stand, und deren Abbild oft auf Grabbeigaben von Privatpersonen zu finden war. Im Neuen Reich, zur Zeit Ramses II., entstand eine weitere Verschmelzung mit dem Gott Tatenen zu Ptah-Tatenen.
In seiner Eigenschaft als Künstler beziehungsweise „Bildner“ wurde Ptah im Hellenismus, unter der Herrschaft der griechisch-makedonischstämmigen Ptolemäer, mit dem griechischen Gott Hephaistos gleichgesetzt.
Das politisch einflussreiche Amt des Hohepriester des Ptah wurde unter den Ptolemärern schließlich erblich.

## In der modernen Literatur
In der modernen Literatur spielt Ptah unter dem Namen Petach in dem phantastischen Roman Die Prophezeiung von Wolfgang und Heike Hohlbein eine zentrale Rolle: als Gott in menschlicher Gestalt. Außerdem repräsentiert die Figur Robert Wells in Tad Williams’ Roman Otherland den Gott Ptah.

## Oper
Am Schluss des ersten Aktes von Giuseppe Verdis Oper Aida wird Ptah im „Vulkantempel zu Memphis“ als Schöpfergott unter dem Namen „Phtà“ angerufen.